# Spoorlijn Morlaix - Roscoff
De spoorlijn Morlaix - Roscoff is een Franse spoorlijn van Plouaret naar Lannion. De lijn is 25,6 km lang en heeft als lijnnummer 447 000.

## Geschiedenis
Het lijn werd geopend door de Compagnie des chemins de fer de l'Ouest op 10 juni 1881. Na een aardverschuiving bij Sainte-Sève als gevolg van hevige regenval waardoor een gedeelte van het spoor werd beschadigd is de lijn sinds 3 juni 2018 buiten gebruik. 

## Aansluitingen
In de volgende plaats is of was er een aansluiting op de volgende spoorlijnen:
Morlaix
RFN 420 000, spoorlijn tussen Paris-Montparnasse en Brest
RFN 449 500, havenspoorlijn Morlaix
RFN 483 000, spoorlijn tussen Morlaix en Carhaix

## Galerij

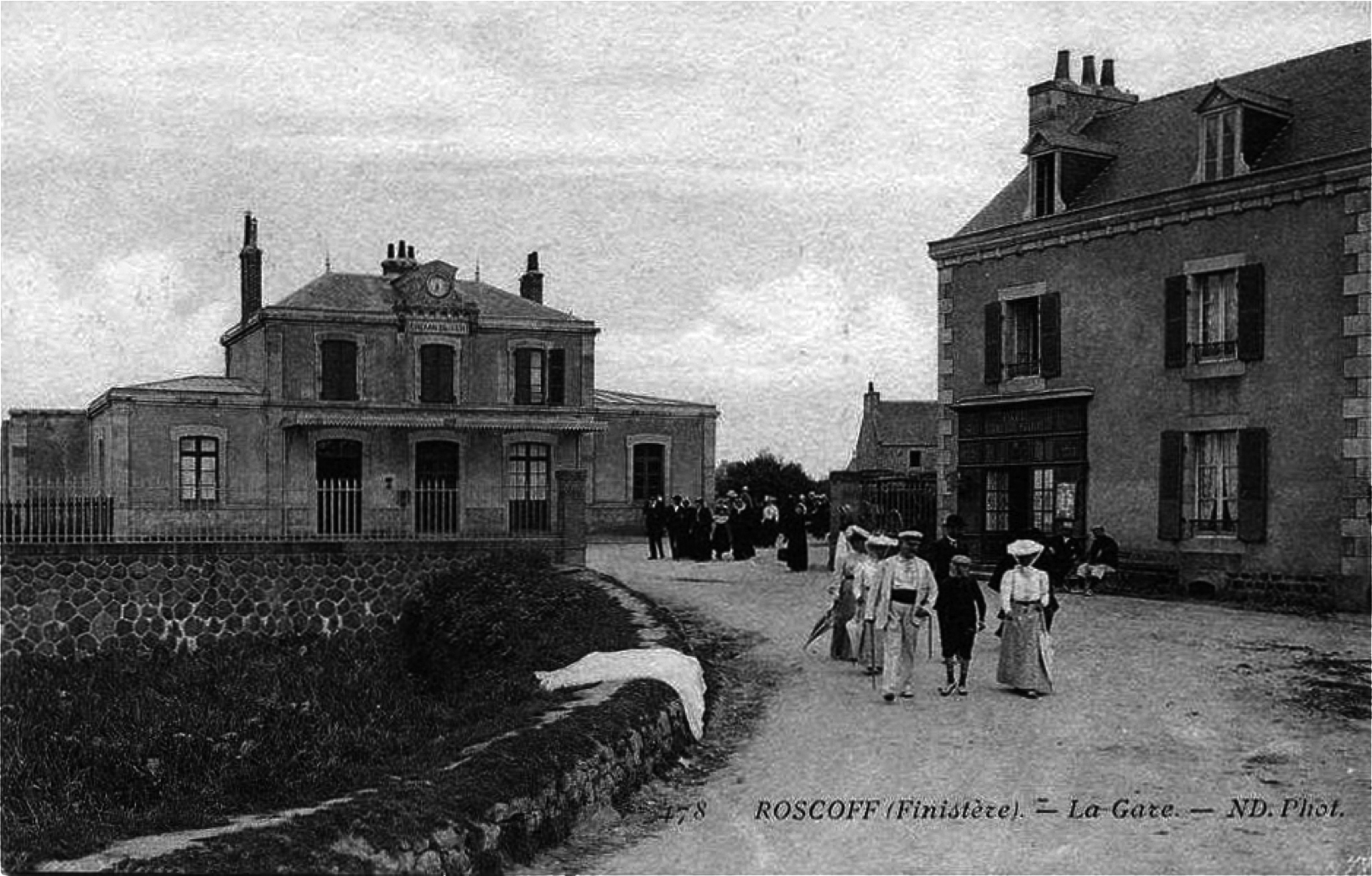
Station Roscoff rond 1900
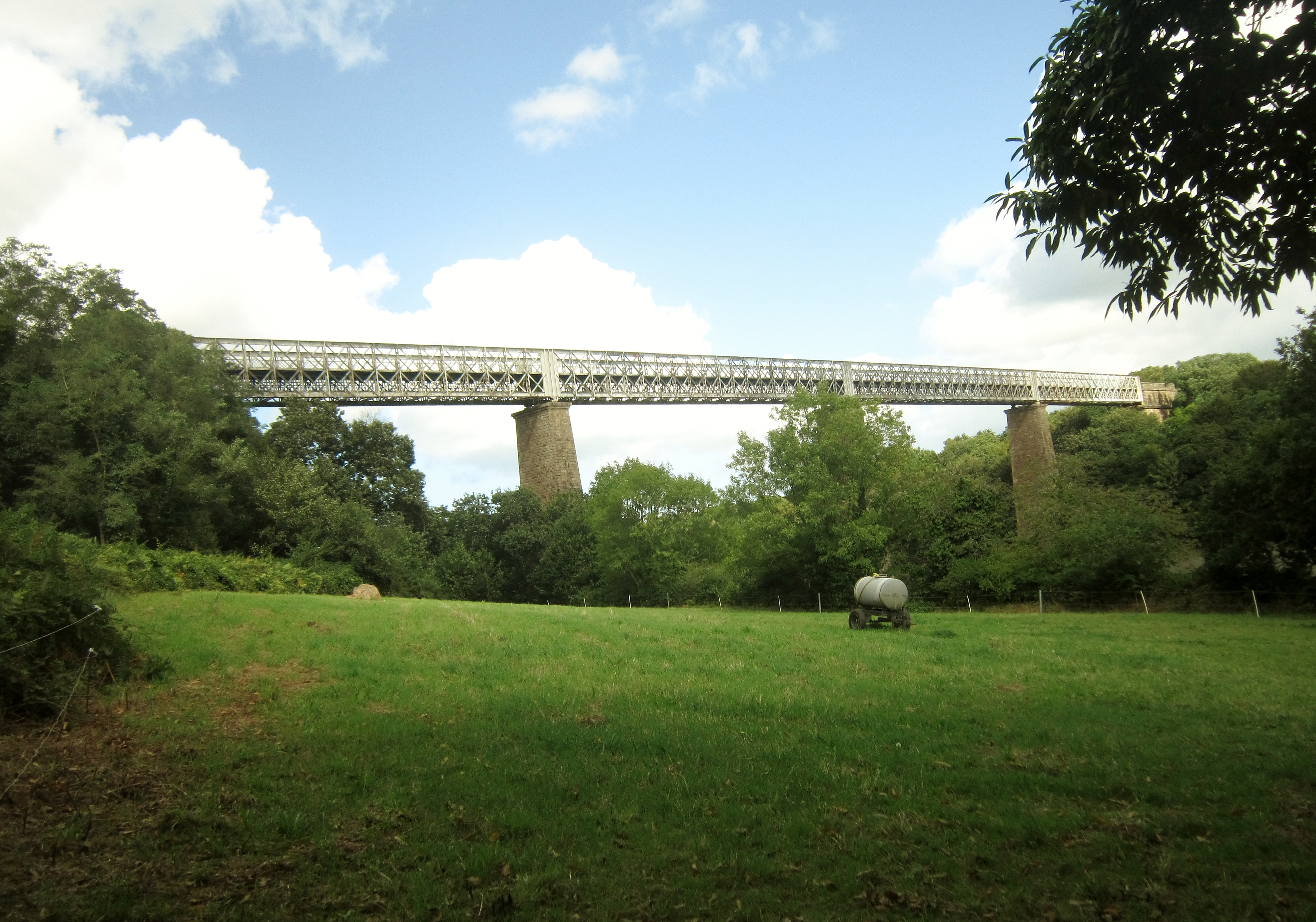
Viaduct over de Penzé in 2019
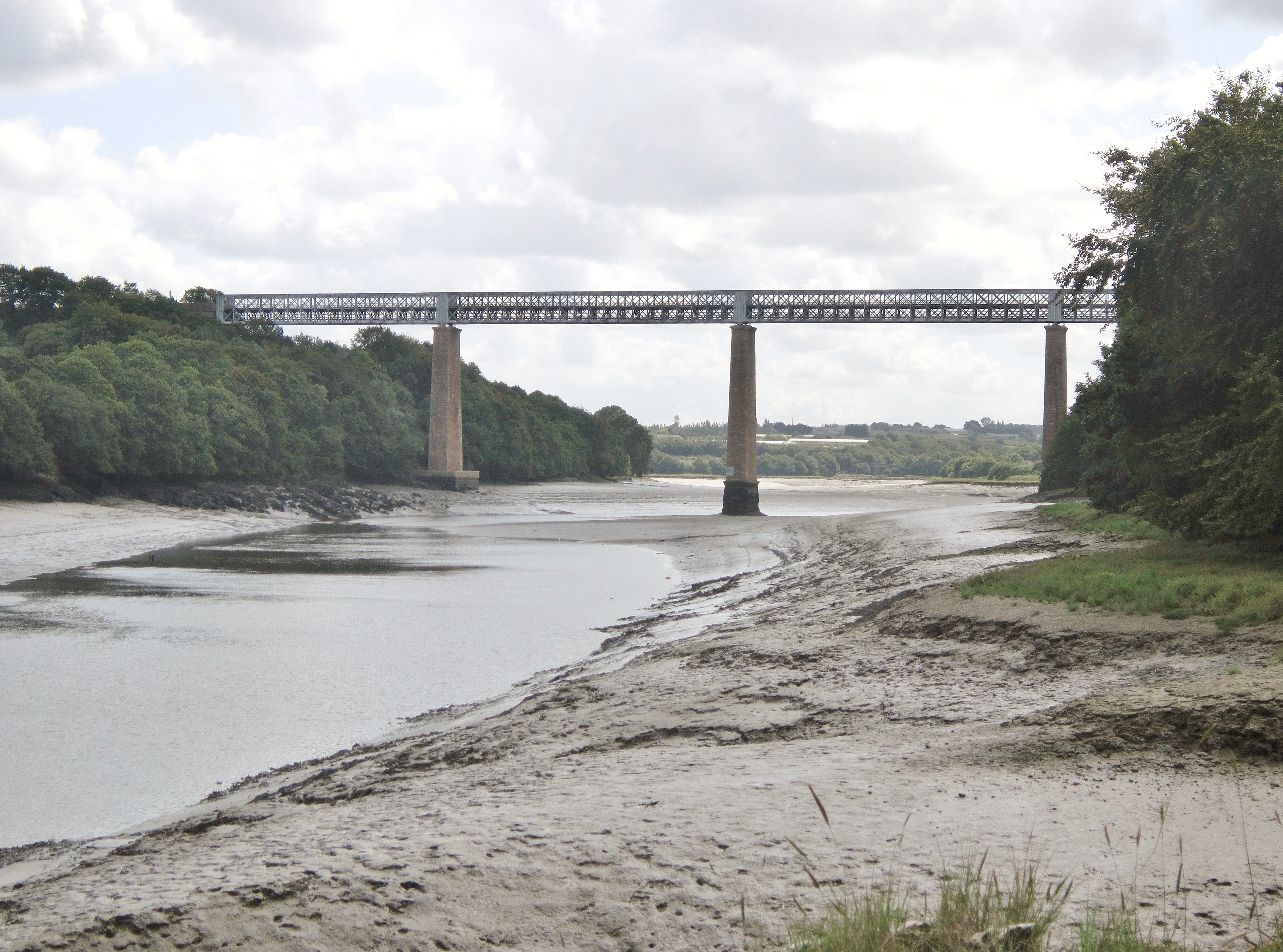
Viaduct over de Penzé in 2019
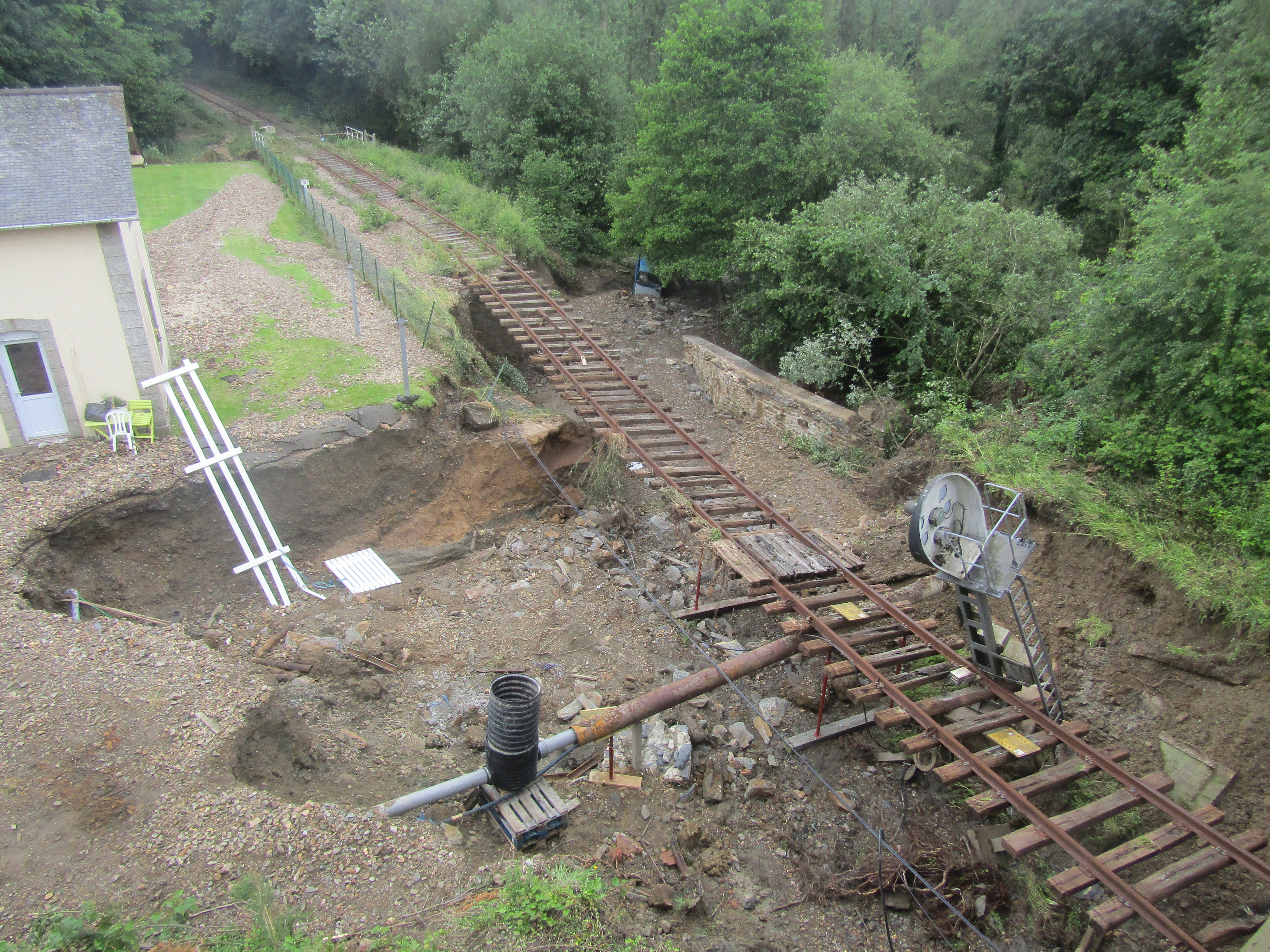
Staat van het spoor na de storm van juni 2018